# Drillia havanensis
Drillia havanensis é uma espécie de gastrópode do gênero Drillia, pertencente a família Drilliidae.